# Koponošci
Koponošci (od kopati + noga, lat. Scaphopoda) su razred morskih mekušaca primitivne cjevaste građe. Imaju svojstva i školjaka i puževa. Duguljasto tijelo cjevaste građe podsjeća na slonovsku kljovu. Stanovnici su morskog sedimenta. Česta vrsta muljevitih i pjeskovitih dna Jadranskog mora je vrsta slonov zubak (Dentalium dentale).
Red Dentaliida
Porodica Calliodentaliidae
Porodica Dentaliidae
Porodica Fustiariidae
Porodica Gadilinidae
Porodica Laevidentaliidae
Porodica Omniglyptidae
Porodica Rhabdidae
Red Gadilida
Porodica Entalinidae
Porodica Gadilidae
Porodica Pulsellidae
Porodica Siphonodentaliidae